# Bubaris murrayi
Bubaris murrayi är en svampdjursart som beskrevs av Topsent 1913. Bubaris murrayi ingår i släktet Bubaris och familjen Bubaridae. Inga underarter finns listade i Catalogue of Life.